# Hermonassa sobeyi
Hermonassa sobeyi là một loài bướm đêm trong họ Noctuidae.